# Repsold (Mondkrater)
Repsold ist ein Einschlagkrater am äußersten westlichen Rand der Mondvorderseite, ist daher infolge der Libration manchmal unsichtbar und wenn von der Erde aus sichtbar, dann stark verzerrt. Er liegt am westlichen Rand des Oceanus Procellarum, südöstlich des Kraters Volta und östlich von Galvani.
Der westliche Rand wird von dem Nebenkrater Repsold G überdeckt.

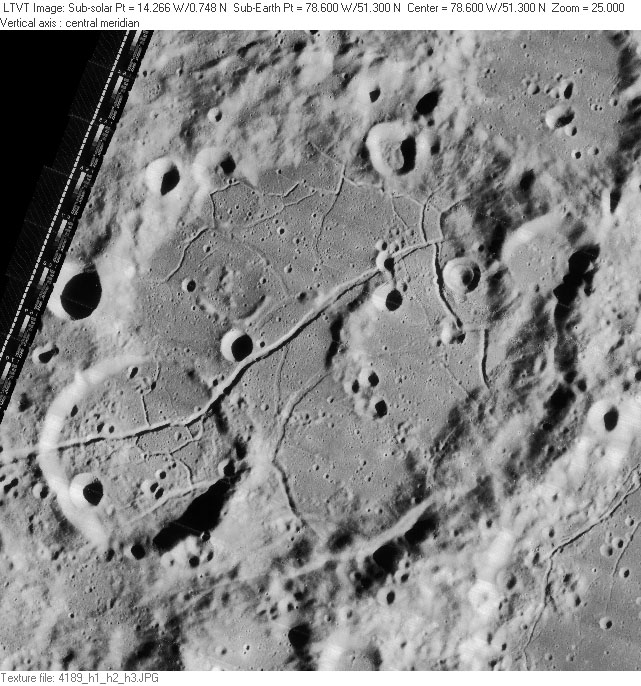
Rillensystem der Rimae Repsold (Aufnahme von Lunar Orbiter 4)

Der Kraterboden ist einigermaßen eben, abgesehen von einem System von Mondrillen, den Rimae Repsold. Die prominenteste dieser Rillen durchzieht den Krater von Nordosten Richtung Südwesten, verläuft quer durch Repsold G und endet im Krater Galvani. 
Mit seinem Bruchsystem gehört Repsold zum Typ des Floor-fractured crater (Klasse V).
| Buchstabe | Position           | Durchmesser | Link |
| --------- | ------------------ | ----------- | ---- |
| A         | 51,83° N, 76,94° W | 8 km        |      |
| B         | 53,07° N, 75,9° W  | 45 km       |      |
| C         | 48,67° N, 73,7° W  | 135 km      |      |
| G         | 50,55° N, 80,6° W  | 44 km       |      |
| H         | 51,69° N, 81,45° W | 13 km       |      |
| N         | 49,04° N, 78,25° W | 15 km       |      |
| R         | 49,84° N, 72,37° W | 12 km       |      |
| S         | 47,75° N, 75,31° W | 9 km        |      |
| T         | 47,63° N, 79,92° W | 13 km       |      |
| V         | 50,79° N, 75,39° W | 7 km        |      |
| W         | 52,6° N, 79,83° W  | 9 km        |      |

Der Krater wurde 1935 von der IAU nach dem deutschen Erfinder Johann Georg Repsold offiziell benannt.